# Monti Borščovočnyj
I monti Borščovočnyj (in russo Борщовочный хребет, Borščovočnyj chrebet) sono una catena montuosa della Russia siberiana meridionale (kraj Zabajkal'skij).
Si allungano per circa 450 km in direzione sudovest-nordest, compresi tra la riva sinistra del fiume Šilka e il corso del fiume Gazimur, affluente destro dell'Argun', toccando alla loro estremità nordorientale il confine cinese; culminano ad una quota di 1.500 metri nella sezione centrale.
Nella zona si rinvengono alcuni importanti giacimenti di oro (nei pressi della cittadina di Balej).